# Gabriela Pichler
Gabriela Katarina Pichler, född 11 mars 1980 i Flemingsberg i Huddinge kommun, är en svensk regissör, manusförfattare och klippare.

## Biografi
Gabriela Pichler var den första i sin släkt att utbilda sig. Hennes föräldrar var arbetskraftinvandrade till Sverige på 70-talet. Fadern var invandrad från Österrike och förtidspensionerad långtradarchaufför och byggarbetare, medan hennes mor, som kom från Bosnien, arbetade som städerska. Vid åtta års ålder flyttade Pichler och hennes familj från Flemingsberg till Örkelljunga efter att också ha bott en tid i Wien. Modern, Ruzica Pichler, har en av rollerna i Gabriela Pichlers långfilm Äta sova dö.
Gabriela Pichler arbetade till och från under sex år vid löpande bandet på kakfabriken Gillebagaren i Örkelljunga medan hon började med film. Hon har en fil. kand. i filmvetenskap samt en konstnärlig regiexamen från Filmhögskolan i Göteborg. Hon har även studerat vid Ölands dokumentärfilmskola.
Gabriela Pichlers examensfilm Skrapsår från Filmhögskolan i Göteborg vann Guldbagge vid Guldbaggegalan 2010 i kategorin Bästa kortfilm. Pichler har skrivit manus, regisserat och även svarat för klippningen till de flesta av sina filmer. 
Hennes långfilmsdebut Äta sova dö hade världspremiär på Filmfestivalen i Venedig 2012. Filmen vann där publikpriset under kritikerveckan. Den hade svensk premiär den 5 oktober 2012.  Filmen tilldelades fyra Guldbaggar vid Guldbaggegalan 2013. Pichler vann Bästa regi och Bästa manuskript, och filmen utsågs till Bästa film. Huvudrollsinnehavaren Nermina Lukač vann pris för Bästa kvinnliga huvudroll. Pichler har uppgett att revanschlust var en av drivkrafterna bakom filmen.
Gabriela Pichler teaterdebuterade 2014 med föreställningen Rött kort, som togs fram i samarbete med bland andra America Vera-Zavala. Den hade premiär på Backa Teater i Göteborg och spelades även på Stockholms Stadsteater. Föreställningen togs senare ut till Scenkonstbiennalen 2015 i Malmö, och i maj 2016 till Chantiers d'Europe för Théâtre de la Ville i Paris. 5 april 2018 var det urpremiär för Hemsjuka; ett scenkonstverk för alla som någonsin längtat hem, på Folkteatern i Göteborg. Verket var skapat av skådespelaren Rasmus Lindgren och Sandra Medina, med text och research även av Pichler. 
Pichlers andra långfilm Amatörer, som skrevs i samarbete med Jonas Hassen Khemiri, hade premiär 2018. Filmen fick fyra nomineringar vid Guldbaggegalan 2019, och tävlade vid Tribeca Film Festival. Filmen vann pris för bästa nordiska film på Göteborg Filmfestival samt Svenska kyrkans filmpris.
Pichler skrev en av texterna i antologin "Industrivisioner: åtta röster om framtidens svenska industri" som utgavs 2020. I september 2022 hade Pichler och Johan Lundborgs installation "Mekaniska rörelser trots smärta" premiär på Röda sten konsthall.
I januari 2024 hade Pichlers dramakomedi Painkiller premiär på SVT. Pichler står för regi och har skrivit seriens manus tillsammans med Johan Lundborg.
År 2024 tilldelades Pichler Hassepriset. Ett nationellt pris som varje år delas ut till någon som gjort en kulturgärning i Hasse Alfredsons humanistiska anda.

## Filmografi (urval)
- 2004 – Nångång (kortfilm)
- 2007 – Leda (kortfilm)
- 2008 – Skrapsår (kortfilm)
- 2008 – Tova & Tess – King & Queen of the World (kortfilm)
- 2012 – Äta sova dö
- 2018 – Amatörer
- 2024 – Painkiller (TV-serie)

## Teater
- 2014 – Rött kort [27]

## Priser och utmärkelser
- 2009 – Carl Larsson stipendiet
- 2010 – Tilldelades Bo Widerberg-stipendiet
- 2012 – Bio Roys vänförenings stipendium
- 2012 – NDR Film Prize Award to “Eat Sleep Die” and “The Hunt”[28]
- 2012 – American Film Institute Festival (AFI) – Grand Jury Prize – New Auteur Section (for director Gabriela Pichler’s “sensitive portrait of a young woman fighting to keep her job and her dignity in the globalized economy, driven by an energetic performance from Nermina Lukac, is an extraordinary work accessible to many audiences.”[29]
- 2012 – Venice International Film Festival – Critics’ Week Audience Award
- 2013 – Göteborgs stads kulturstipendium
- 2013 – Svenska Filmakademins Kurt Linders stipendium
- 2013 – Tilldelades Mauritz Edström-stipendiet
- 2013 – För Äta sova dö tilldelades hon Jan Myrdalsällskapets lilla litterära pris Jan Myrdals lilla pris – Robespierrepriset den 13 april 2013 i Varberg.[30]
- 2013 – Edith-priset tillsammans med Johan Lundborg för klippningen av Äta sova dö
- 2013 – Sveriges Förenade Filmstudios Filmpris
- 2013 – Svenska Filmkritikerförbundets pris Greta
- 2013 – Kommunals stora kulturpris
- 2013 – Äta sova dö utnämns till Sveriges Oscarsbidrag 2013 [31]
- 2019 – ABF:s litteratur- & konststipendium
- 2024 – Hassepriset